# ساباط شاهجوی
ساباط شاهجوی مربوط به دوره قاجار است و در سمنان، محله قدیم شاهجوی، ابتدای گذرملاکاظمی واقع شده و این اثر در تاریخ ۲۵ اسفند ۱۳۸۰ با شمارهٔ ثبت ۵۶۴۳ به‌عنوان یکی از آثار ملی ایران به ثبت رسیده است.